# 紀元前194年
紀元前194年（きげんぜん194ねん）は、ローマ暦の年である。ローマ建国紀元560年、プブリウス・コルネリウス・スキピオ・アフリカヌスとティベリウス・センプロニウス・ロングスが執政官の年。

## 他の紀年法
- 干支 : 丁未
- 日本
  - 孝元天皇21年
  - 皇紀467年
- 中国
  - 前漢 : 恵帝元年
- 朝鮮
  - 檀紀2140年
- 仏滅紀元 : 351年
- ユダヤ暦 : 3567年 - 3568年

## できごと

### ギリシャ
- スパルタ王ナビスの野望を確かめた後、前執政官ティトゥス・クィンクティウス・フラミニヌスはついにギリシアから軍を引き揚げた。
- フラミニヌスはマケドニア王国、アイトーリア、アカイア同盟、スパルタから勢力を撤退し、ギリシアは一時的に主権を回復した。ローマのギリシアへの介入に反対していたアイトーリアの人々は、スパルタ王のネビスを煽動し、以前の領土と権力を奪還させた。

### セレウコス朝
- エジプトと平和条約を結ぶと、アンティオコス3世は西方に注目した。彼は、ギリシアを保護するローマに挑戦するよう以前のカルタゴの将軍ハンニバルに促された。
- ピリッポス5世は、ロドス島、ペルガモンとともに、アンティオコス3世に対抗するため、ローマ側についた。

### 共和政ローマ
- 両執政官はボイイ族とリグリア人に対する作戦を行った[2]。
- セクストゥス・アエリウス・パエトゥス・カトゥスとガイウス・コルネリウス・ケテグスがケンソル（監察官）に就任、競技場に元老院議員専用席が初めて作られ、スキピオ・アフリカヌスが2度目のプリンケプス・セナトゥス（元老院第一人者）に指名された[2]。
- メガレシア祭で初めて舞台芸術が披露された[2]。
- ヒスパニアから帰国したマルクス・ポルキウス・カト・ケンソリウスと、ギリシアから帰国したフラミニヌスが凱旋式を挙行した[3]。
- プロコンスル（前執政官）ルキウス・ウァレリウス・フラックス (紀元前195年の執政官)が、メディオラヌムでインスブレス族に勝利した[3]。
- テンプサ、シポントゥム、クロトン、ブルッティウムなどに入植が行われた[4]。

### 中国
- 長安に最初の街壁が作られた。
- 燕の亡命者である衛満が朝鮮半島北部に衛氏朝鮮を建国した。

## 死去
- エラトステネス：ギリシアの天文学者、地理学者、数学者（紀元前276年生）
- 劉如意：劉邦の第3子（紀元前207年生）